# Ос, Сювер
Сювер Ос (норв. Syver Aas; род. 15 января 2004, Шиен) — норвежский футболист, нападающий клуба «Одд».

## Клубная карьера
Ос — воспитанник клуба «Одд». 21 июля 2021 года в матче против «Стрёмгодсет» он дебютировал в Типпелиге. 21 ноября в поединке против «Сарпсборг 08» Сювер забил свой первый гол за «Одд». В 2023 году Ос на правах аренды перешёл в «Шейд». 29 мая в матче против «Кристиансунн» он дебютировал в Первом дивизионе Норвегии. 

## Международная карьера
В 2023 году в составе юношеской сборной Норвегии Ос принял участие в юношеском чемпионате Европы на Мальте. На турнире он сыграл в матчах против команд Испании, Исландии, Греции и Португалии.